# Gray Davis
Joseph Graham Davis Jr. (Nova Iorque, 26 de dezembro de 1942), mais conhecido como Gray Davis, é um político e advogado norte-americano. Filiado ao Partido Democrata, foi governador da Califórnia de 1999 até 2004, quando foi substituído por Arnold Schwarzenegger.
Antes de governar a Califórnia, Davis foi vice-governador e membro da Assembleia do Estado da Califórnia. Durante seu governo o estado passou por uma Crise de energia, com frequentes blecautes. Davis então pediu ajuda ao governo federal para acabar com o problema, mas essa crise da energia durou durante todo o seu mandato.
Davis foi reeleito em 2002, mas sua popularidade estava tão baixa que houve um recall. A maioria dos eleitores votaram por seu afastamento e a subsequente eleição de Schwarzenegger. Posteriormente, trabalhou como advogado e professor universitário.